# 565 Marbachia
565 Marbachia è un asteroide della fascia principale del diametro medio di circa 27,57 km. Scoperto nel 1905, presenta un'orbita caratterizzata da un semiasse maggiore pari a 2,4440707 UA e da un'eccentricità di 0,1283075, inclinata di 10,99204° rispetto all'eclittica.
Il nome è un omaggio alla città tedesca di Marbach am Neckar, paese natale di Friedrich Schiller.